# Dianthus simulans
Dianthus simulans är en nejlikväxtart som beskrevs av Stoyanoff, Amp; Stefanoff, Stefanoff och Jordanoff. Dianthus simulans ingår i släktet nejlikor, och familjen nejlikväxter. Inga underarter finns listade i Catalogue of Life.